# Häfen
Häfen, Bremen-Häfen — dzielnica miasta Brema w Niemczech, w okręgu administracyjnym Mitte, w kraju związkowym Brema. 
Dzielnica ta składa się z trzech części, które nie są ze sobą połączone. Jedna z nich jest eksklawą miasta Bremerhaven, znajduje się tam port morski Brema-Bremerhaven.